# Félicienne Lusamba Villoz-Muamba
Félicienne Lusamba Villoz-Muamba, née le 13 mai 1956 à Lusambo en République démocratique du Congo et morte le 3 décembre 2019 à Bienne, est une femme politique suisse, membre des Verts, engagée dans la lutte contre le racisme antinoir. Elle est juriste, conseillère en planning familial et santé sexuelle et médiatrice interculturelle.   

## Biographie
Félicienne Lusamba Villoz-Muamba naît le 13 mai 1956 à Lusambo en République démocratique du Congo. Elle arrive en Europe à Bruxelles en 1962 alors qu'elle a 6 ans et en Suisse en 1984. Elle fait des études de droit à Bruxelles et Paris,.
Juriste, elle travaille dans un premier temps à l'ambassade du Zaïre en Suisse puis se forme à la Haute école de travail social pour devenir médiatrice interculturelle et conseillère en planning familial et santé sexuelle,.
Elle est mariée à Jacques Villoz et a deux enfants.
Elle meurt le 3 décembre 2019 à Bienne,,.

### Parcours politique
Elle est élue au début des années 2000 conseillère de ville (législatif) à Bienne pour le parti des Verts. Elle est la première femme noire à siéger au Conseil municipal (exécutif). Elle est élue députée au Grand Conseil du canton de Berne en 2008,,. Elle y siège du 18 décembre 2008 au 31 mai 2010, date à laquelle elle remet son mandat pour raisons de santé.   
Elle est la première et seule femme noire à avoir été élue au niveau cantonal en Suisse.  

### Parcours associatif
Elle est engagée au niveau associatif en faveur des populations migrantes et participe à des initiatives féministes et antiracistes, notamment contre l'excision,. Elle est membre fondatrice du Carrefour de réflexion et d'action contre le racisme anti-noir (CRAN). Elle le préside pendant dix ans, de 2009 à 2019,,.
Elle participe à la fondation le 20 février 2009[réf. obsolète] de l'Université populaire africaine (UPAF),, à Genève. 
En novembre 2016 elle co-préside la deuxième conférence européenne sur le racisme antinoir à Genève,.

## Hommage
Un hommage lui est rendu en 2021 à Bienne : une statue à son effigie est exposée sur la place Robert-Walser, dans le cadre d'une exposition intitulée « ExceptionnELLES », au côté de quatre autres personnalités féminines régionales et pour célébrer le 50e anniversaire du droit de vote des femmes en Suisse,.

## Publications
- (de) Félicienne Villoz, « Prävention ganz konkret », Caritas,‎ date de publication inconnue (lire en ligne).